# Богуславская, Ксения Леонидовна
Ксе́ния Леони́довна Богусла́вская (Ксана Богуславская-Пуни; 24 января [5 февраля] 1892[…], Одесса, Херсонская губерния — 3 мая 1972[…], Эрбле) — русская и французский живописец, график, театральная художница и дизайнер; жена Ивана Пуни, много сделавшая для его поддержки и популяризации его творчества.

## Биография
Родилась в Одессе как Ксения Леонидовна Богословская. Отец - Леонид Иванович Богословский (01.01.1854, Ярославская губ. — 22.07.1902, Талиенван Квантунской обл.). Мать - Вера Федоровна Богословская (в девичестве Алабугина, дочь поручика; 26.04.1858 – 16.08.1921, Петроград). В 1899 году вместе с матерью и старшим братом отправилась к отцу, служившему на Квантунском полуострове.
После смерти отца от дизентерии (22.07.1902 в чине подполковника) они вернулись в Россию (летом 1903) и поселились в С-Петербурге. С 1903 по 1908 год Ксана обучалась в женском училище Принцессы Терезии Ольденбургской (СПб, Каменноостровский пр., 36). Летом 1908 года на даче в Куоккале познакомилась с Иваном Пуни. В 1909–1910 посещала уроки рисования в ИАХ и участвовала в политической деятельности. Опасаясь преследований, вышла замуж за некоего Колосова и уехала с ним сперва в Галицию (Львов, Карпаты), затем в Вену и оттуда в Неаполь. В Неаполе поступила в Академию изящных искусств. В феврале 1912 вновь повстречала Ивана Пуни, оказавшегося в Неаполе проездом из Парижа. Переехала к нему в Париж, где посещала парижские частные школы («Русскую академию» Васильевой и Академию Гран-Шомьер), зарабатывала росписью тканей для фирмы П. Пуаре. В мае 1913 вернулась в СПб под фамилией Богуславская.
С 1913 года — замужем за Иваном Пуни (официально повенчаны только в феврале 1920). Их квартира и мастерская на 6-м этаже дома 1/56 по Гатчинской улице в Санкт-Петербурге, где они жили в 1913 году, была своеобразным «салоном», местом встреч художников и поэтов, авангардистов и футуристов:
«…Это была петербургская разновидность дома Экстер, только 'богемнее'. У Пуни бывали мы все: Хлебников, Маяковский, Бурлюк, Матюшин, Северянин. Остроумная, полная энергии, внешне обаятельная Ксана Пуни очень скоро сумела оказаться центром, к которому тяготели влачившие довольно неуютное существование будетляне.…» (Бенедикт Лившиц).
В эти годы К. Л. Богуславская помогала Пуни готовить к изданию сборник «Рыкающий Парнас», в котором участвовали Игорь Северянин, Николай и Давид Бурлюки, Иван Пуни, Бенедикт Лившиц и др. (сборник был запрещён цензурой, тираж изъят). В 1915 году супруги Пуни организовали в Петрограде выставки «Трамвай В», «0,10», в которых участвовали виднейшие художники-авангардисты (футуристы, беспредметники). Супруги Пуни провозглашали в листовке, распространявшейся на выставке «0,10», «свободу предмета от смысла».
Участвовала также в двух выставках декоративно-прикладного искусства в галерее Лемерсье (Москва, ноябрь 1915 — январь 1916). В 1918 году участвовала в оформлении Петрограда к майским и ноябрьским праздникам. Когда Пуни был назначен профессором ПГСХУМ в ноябре 1918 года, Ксана записалась студенткой в его мастерскую и стала старостой. В январе 1919 года по приглашению Марк Шагала супруги Пуни и часть студентов уехали в Витебск, где Ксана заняла пост руководителя мастерской прикладного искусства Витебского народного художественного училища (по апрель 1919). Также входила в Коллегию по делам искусств и художественной промышленности Витебской губернии (зав. секцией художественной промышленности).
В феврале 1920 года вместе с мужем через Финляндию эмигрировала в Берлин, где они жили до переезда в Париж осенью 1923 года. Исполняла обложки для немецких и русских издательств, а также занималась сценографией в театре-кабаре «Синяя птица» и Русском романтическом театре. Участвовала в 1-й Русской художественной выставке в Берлине (1922).
В 1925 выставила ряд своих акварельных театральных эскизов на персональной выставке Пуни в галерее Barbazanges. После этого сосредоточилась на прикладных занятиях:    создании моделей одежды, рисунками для тканей для разных фирм, а также посреднической торговлей картинами. После смерти Ивана Пуни (28 декабря 1956) Ксана занялась организацией его ретроспективных выставок и провела их за период 1957–1966 годов около двух десятков. В 1966 году подарила французскому государству 50 произведений Пуни, живописных и графических, в дополнение к 12 картинам, подаренным ранее (1959/1960). В 1966 передала Национальной библиотеке его гравюры и документы. В пожилом возрасте увлекалась футболом.

## Персональный сайт Ивана Пуни и Ксении Богуславской
ИВАН ПУНИ, исследовательский проект

## Использованная литература
- Бенедикт Лившиц. Полутораглазый стрелец: Стихотворения, переводы, воспоминания — Л.: Сов. писатель, 1989. — с. 309—546
- Российское зарубежье во Франции 1919—2000. Л. Мнухин, М. Авриль, В. Лосская. Москва. Наука; Дом-музей Марины Цветаевой. 2008